# Wilhelm Philipp Hauck
Wilhelm Philipp Hauck (13. května 1851 Vídeň – 4. dubna 1920 Liesing), byl rakouský a český politik německé národnosti, na přelomu 19. a 20. století poslanec Říšské rady.

## Biografie
V mládí byl aktivní v studentských burschenschaftech. Profesí byl elektrotechnikem. Byl veřejně a politicky aktivní. Patřil k všeněmcům a k úzkému okruhu spolupracovníků Georga von Schönerera. Později přešel do Německé radikální strany Karla Hermanna Wolfa.
Na konci 19. století se zapojil i do celostátní politiky. Ve volbách do Říšské rady roku 1891 získal mandát za městskou kurii, obvod Vídeň, IV. a X. okres. Slib složil 5. června 1891. Do parlamentu se vrátil ve volbách do Říšské rady roku 1901, nyní za všeobecnou kurii, obvod Stříbro, Touškov, Stod atd. K roku 1901 se uvádí jako vydavatel novin a majitel nemovitostí.
V posledních letech žil v politickém ústraní v Liesingu u Vídně, kde také v dubnu 1920 zemřel.